# Roaring Twenties Motor Car Company
Roaring Twenties Motor Car Company war ein US-amerikanischer Hersteller von Automobilen.

## Unternehmensgeschichte
Mark Beals gründete das Unternehmen 1979 in Kalifornien. Als Orte sind sowohl El Cajon als auch Ramona, beide im San Diego County, überliefert. Die Produktion von Automobilen begann. Der Markenname lautete Roaring Twenties. 1991 zog das Unternehmen nach Addison in Illinois. 1997 endete die Produktion.

## Fahrzeuge
Das erste Modell war der Corsair. Das Fahrzeug wurde offensichtlich dem Clénet Series I nachgestellt. Dies war ein Fahrzeug im Stil der 1930er Jahre. Ein Fahrgestell von Ford bildete die Basis. Darauf wurde eine offene Karosserie aus Stahl montiert. Einige Teile wie die Türen und die Windschutzscheibe stammten vom MG Midget. Die Kotflügel bestanden aus Fiberglas. Ein V8-Motor von Ford trieb die Fahrzeuge an.
Der Peerless ähnelte einem Cadillac der 1930er Jahre. Fahrgestell und Motor kamen von Cadillac und einige Teile für die Karosserie vom VW Käfer.
Der Stiletto war die Nachbildung des Ferrari 308 und basierte auf dem Chevrolet Camaro.
1991 wurde der Python angekündigt. Dies war ein Supersportwagen. Ein Fahrgestell aus rostfreiem Stahl, eine Karosserie aus Kohlenstofffasern sowie ein V8-Motor mit 10.185 cm³ Hubraum waren die Details.